# Ernst Max Mohr

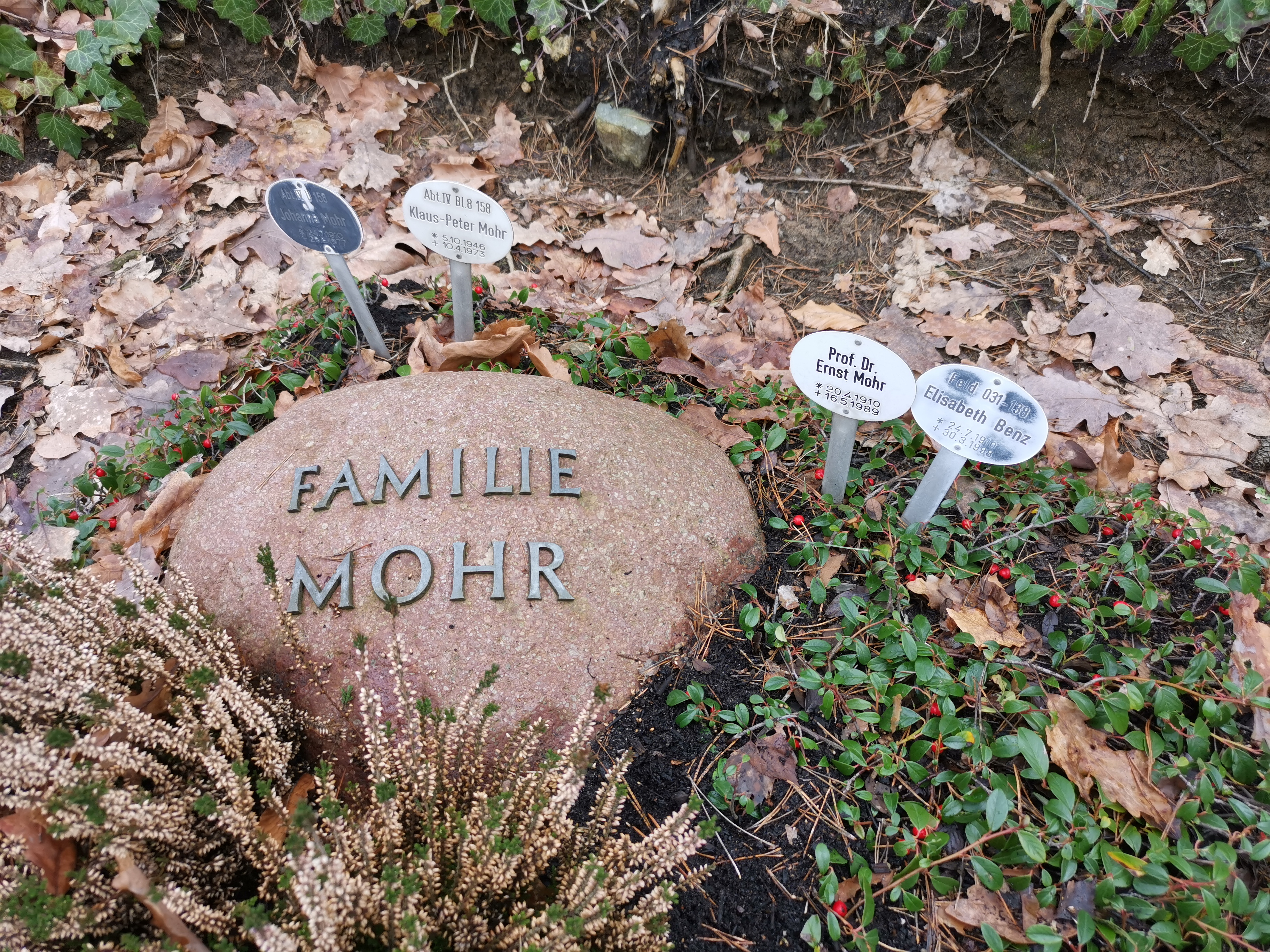
Grabstelle auf dem Waldfriedhof Zehlendorf in Berlin (Feld 31-138)

Ernst Max Mohr (* 20. April 1910 in Ebersbach an der Fils, Württemberg; † 16. Mai 1989 in Berlin) war ein deutscher Mathematiker.

## Leben
Ernst Mohr ging in Göttingen zur Schule, er studierte Mathematik und Physik an den Universitäten in Tübingen und München. In München gehörten Carathéodory, Oskar Perron und Heinrich Tietze zu seinen Lehrern. In Göttingen schloss er sein Studium mit einer Doktorarbeit über Die Darstellung der Komplexgruppen und der Charakteristiken der irreduziblen unter diesen bei Hermann Weyl ab. Nach seiner Dissertation versuchte Mohr ab Mitte 1933 zunächst eine Assistenzstelle in Göttingen zu erhalten, wechselte dann aber zum 1. November 1934 an die Technische Universität Breslau.
In Breslau arbeitete er unter Johann Nikuradse auf dem Gebiet der Hydrodynamik, angewandten Mathematik und über Differentialgleichungen, veröffentlichte aber auch zu Polynomen. Ab 1939 war er an der Universität Breslau Dozent für Mechanik und angewandte Mathematik, dort wurde er auch habilitiert. 1940 veröffentlichte er eine Arbeit Über die Kräfte und Momente, welche Singularitäten auf eine stationäre Flüssigkeitsströmung übertragen, die sich mit dem Problem der Bestimmung von Kräften auseinandersetzt, die der konstante Fluss einer idealen, nicht komprimierbare Flüssigkeit auf harte Körper in ihrem Lauf ausübt. Im nächsten Jahr veröffentlichte er Bemerkungen zu Mises’ Behandlung des Nadelproblems von Buffon und Über den Navier-Stokesschen Spannungsansatz für zähe Flüssigkeitsströmungen.
1942 wurde Mohr an die Karls-Universität Prag berufen, dort erhielt er im Folgejahr eine außerordentliche Professur. Zusammen mit Johann Nikuradse veröffentlichte er die Arbeit Zur Theorie des tragenden Flügels. 
In Prag lernte er auch Hubert Cremer und Georg Feigl kennen. Am 12. Mai 1944 wurde er aufgrund der Beschuldigung einer Freundin seiner Frau, verbotenerweise den Feindsender BBC gehört zu haben, zusammen mit seiner Frau im Prager Hotel Béranek von der Gestapo verhaftet. Am 24. Oktober 1944 wurde sein Fall vor dem Volksgerichtshof verhandelt, die Anklage lautete auf Abhören von Feindsendern, Verunglimpfung von Hitler und Defäitismus. Er soll den Krieg als bereits verloren, die Vernichtung der Juden als Fehler und die Darstellung Stalins in der deutschen Presse als falsch bezeichnet haben. Außerdem sah er Parallelen zwischen der Diktatur im Bolschewismus und im Nationalsozialismus. Jeder, der als Soldat an der Front stünde – in diesem Fall der Ehemann der Informantin –, sei „nur ein weiterer Idiot“. Das Abhören von Feindsendern gab Mohr zu, stellte seine Arbeit aber als wichtig für die Kriegsführung – speziell der Luftwaffe – dar. Er wurde trotzdem für schuldig befunden und zum Tode verurteilt. Auf Grund der Eingaben von Nikuradse und Hans Rohrbach, die seine Arbeit ebenfalls als wichtig für die Kriegsführung beurteilten, wurde seine Todesstrafe für sechs Monate ausgesetzt, er wurde in das KZ Sachsenhausen, später am 18. Dezember 1944 in das Gefängnis Plötzensee überwiesen, um dort mathematische Berechnungen für die V-Waffenprogramme durchzuführen. Dort wurde er Zeuge von Exekutionen. Wenige Tage vor Ablauf der Frist zur Aussetzung der Todesstrafe wurde er von der vorrückenden Roten Armee befreit.
Am 1. Januar 1946 übernahm er den Lehrstuhl für Reine und Angewandte Mathematik an der Technischen Universität Berlin. Auf Grund der Ereignisse in den Jahren 1944 und 1945 erschienen Mohrs nächste Veröffentlichungen erst im Jahr 1951. Eine der fünf in diesem Jahr erschienenen Veröffentlichungen befasst sich mit der numerischen Lösung von Differentialgleichungen. Die Einsicht, dass er ein Verfolgter der nationalsozialistischen Regierung sei, setzte sich jedoch nur langsam durch, das gegen ihn verhängte Todesurteil wurde mit viel Glück 1958 aufgehoben. und eine finanzielle Haftentschädigung erhielt er erst im Jahre 1963.
Mohr blieb bis zu seiner Emeritierung im Jahr 1978 Direktor des Mathematischen Instituts an der TU Berlin, auch danach erschienen noch Werke von ihm, beispielsweise im Jahr 1982 Ein Beitrag zur Weylschen Theorie vom Grenzpunktfall. Darüber hinaus untersuchte er auch das Sturm-Liouville-Problem.
Ernst Max Mohr starb 1989 im Alter von 79 Jahren in Berlin. Sein Grab befindet sich auf dem Waldfriedhof Zehlendorf. Ein als Grabstein dienender Findling trägt lediglich die Inschrift „Familie Mohr“.

## Werke (Auswahl)
- Die Darstellung der Komplexgruppen und der Charakteristiken der irreduziblen unter diesen, 1933
- Über die Kräfte und Momente, welche Singularitäten auf eine stationäre Flüssigkeitsströmung übertragen, 1940
- Bemerkungen zu Mises’ Behandlung des Nadelproblems von Buffon, 1941
- Über den Navier-Stokesschen Spannungsansatz für zähe Flüssigkeitsströmungen, 1941
- Zur Theorie des tragenden Flügels, 1942
- Ein Beitrag zur Weylschen Theorie vom Grenzpunktfall, 1982